# Paili
Paili war ein Volumen- und Getreidemaß in Bombay (heute Mumbai) und Kalkutta.
Viele Schreibweisen und Zweitnamen kennzeichnen das Maß: Pailie, Palli, Pehli, Paily und Adowlie.
- Bombay (Adowlie, Pehli): 1 Paili = 11,424 Liter
- Kalkutta (Paili, Pehli): 1 Paili = 38,078 Liter